# Ngựa Hackney
Ngựa Hackney là một giống ngựa được công nhận đã được phát triển ở Anh. Trong những thập kỷ gần đây, sự sinh sản của Hackney đã được hướng tới việc sản xuất những con ngựa lý tưởng cho việc lái xe. Chúng là một con ngựa có bước chân cao cao thanh lịch trong số các giống ngựa vận chuyển được phổ biến để được cho trình diễn trong các sự kiện khai thác. Ngựa Hackney có sức chịu đựng tốt, và có khả năng chạy phi kiệu ở tốc độ cao trong thời gian dài.

## Lịch sử
Giống ngựa Hackney được phát triển vào thế kỷ 14 ở Norfolk khi vua Anh yêu cầu có một giống ngựa hùng mạnh nhưng hấp dẫn với khả năng phi nước kiệu tuyệt vời, được sử dụng cho mục đích chung là ngựa cưỡi. Vì những giống ngựa thô sơ trong những thời điểm đó, Hackney trở thành là một giống ngựa cưỡi ngựa chính và việc cưỡi ngựa là phương tiện chung của phương tiện vận chuyển bằng ngựa. Kết quả là, năm 1542 vua Henry VIII yêu cầu các đối tượng giàu có của mình giữ một số ngựa giống theo sự được cho phép để cho sản sinh phát triển giống ngựa này.
Năm 1883, Hội Ngựa Hackney được thành lập ở Norwich và cuốn sách giống ngựa của tổ chức này có các hồ sơ có từ năm 1755 trong cuốn sách Giống ngựa Hackney. Alexander Cassatt chịu trách nhiệm cho việc giới thiệu ngựa Hackney đến Hoa Kỳ. Năm 1878, anh mua 239 con Stella ở Anh và đưa chúng đến Philadelphia. Năm 1891, Cassatt và những người đam mê Hackney khác thành lập Hiệp hội Ngựa Hackney Mỹ có trụ sở tại Lexington, Kentucky.